# Cetatea Mereni
Cetatea Mereni, mai exact ruinele acesteia, se află la Nord de satul Lemnia, județul Covasna, la granița regiunii satului Mereni, pe panta numită "Várerős" la o altitudine de 1.106 metri. Cetatea este amintită în scris pentru prima dată în anul 1539. Pe vremea construcției sale reprezenta o verigă importantă din lanțul de apărare a granițelor Estice ale Ardealului. 